# Rinorea camptoneura
Rinorea camptoneura är en violväxtart som först beskrevs av Radlkofer, och fick sitt nu gällande namn av Melchior. Rinorea camptoneura ingår i släktet Rinorea och familjen violväxter. Inga underarter finns listade i Catalogue of Life.